# Hunter Liggett
Hunter Liggett (Reading, 21 marzo 1857 – San Francisco, 30 dicembre 1935) è stato un generale statunitense.
I suoi 42 anni di servizio coprirono il periodo dalle campagne indiane alla guerra di trincea della prima guerra mondiale. A lui è riconosciuta l'identificazione dei possibili siti di invasione a Luzon, in particolare nel Golfo di Lingayen, che furono usati durante la seconda guerra mondiale nel 1941 dai giapponesi e nel 1945 dagli statunitensi

## Biografia
Liggett nacque il 21 marzo 1857 a Reading, Pennsylvania. Dopo essersi laureato  all'Accademia di West Point come sottotenente nel 1879, fu assegnato al 5th Infantry Regiment, dove prestò servizio sia nei territori del Montana e del Dakota, sia in Texas e in Florida, raggiungendo il grado di capitano.
Il suo servizio nel Far West, nella guerra ispano-americana e nella guerra filippino-americana affinò le sue doti in campo militare.
Nel 1907 assunse il comando di un battaglione del 13th Infantry Regiment a Fort Leavenworth, nel Kansas. Dal 1909 al 1914 servì come studente, membro di facoltà e presidente presso l'Army War College, ricevendo una promozione a generale di brigata nel febbraio 1913.
I servizi di Liggett nelle Filippine prevedevano l'organizzazione di una corsa per il personale nel 1914 per studiare possibili siti di invasione a Luzon. Fu assistito in questo dal suo aiutante di campo, il capitano George Marshall. La corsa del personale stabilì che la via di invasione più probabile sarebbe stata attraverso il golfo di Lingayen e che questo sarebbe stato pressoché inarrestabile a meno che gli Stati Uniti non avessero aumentato in modo esponenziale le forze dell'esercito e della marina nelle Filippine. Nel 1941 i giapponesi invasero il golfo di Lingayen, come fecero gli Stati Uniti a loro volta nel 1945.

### La Prima guerra mondiale
Il successo nei comandi di brigata in Texas e nelle Filippine portò alla sua promozione a Maggior generale e alla selezione come comandante della 41st Infantry Division nell'aprile del 1917. La divisione servì in Francia come parte dell'American Expeditionary Forces. Quando la sua divisione fu dismessa, prese il comando del I Corps.
Sotto la guida di Ligget il I Corps partecipò alla Seconda battaglia della Marna e alla battaglia di Saint-Mihiel. Nell'ottobre del 1918, come comandante del First United States Army diresse le fasi finali dell'offensiva della Mosa-Argonne e l'insegnamento delle forze tedesche fino all'armistizio.
Liggett scrisse sulle sue esperienze in tempo di guerra nel libro autobiografico A.E.F.: Ten Years Ago in France (1928).

### Ultimi anni
Dopo aver comandato il Third United States Army, chiamato anche Armata di Occupazione (Army of Occupation) durante l'occupazione della Renania, Liggett si ritirò nel 1921. Il Congresso degli Stati Uniti d'America lo promosse a tenente generale permanente nel 1930. Morì il 30 dicembre 1935 a San Francisco, California e fu seppellito al San Francisco National Cemetery a San Francisco. La sua tomba si può trovare alla sezione ufficiali 3, posto 1.